# Nicolau Bueno Horta Barbosa
Nicolau Bueno Horta Barbosa (Rio de Janeiro, 23 de setembro de 1880 — Rio de Janeiro, 2 de abril de 1961) foi um coronel e engenheiro militar do Exército Brasileiro, oficial da Comissão Rondon e comandante na Revolução Constitucionalista de 1932.

## Biografia
Nicolau Bueno Horta Barbosa  nasceu em 23 de setembro de 1880, na cidade do Rio de Janeiro, então Distrito Federal. Era filho de Júlio Augusto Horta Barbosa e de Luiza Bueno de Gouveia Horta Barbosa. Era irmão de: Antônia, Maria da Conceição, Francisca, Luiz, Júlia, Stella, Júlio, Luiza, Frederico, Anna, Francisco, Alexandrina e Antonieta, sendo ele o décimo segundo filho do casal. O seu irmão, Francisco Bueno Horta Barbosa, alferes-aluno e engenheiro da Escola Militar, morreu tragicamente em 3 de dezembro de 1903 aos 24 anos, durante a construção das linhas telegráficas no Mato Grosso, quando num trecho alagado da localidade conhecida como Manga foi atacado por piranhas. Nicolau descendeu da tradicional família Horta Barbosa, ancestrais de D. Antonio Rolim de Moura, o Conde de Azambuja, fundador de Vila Bela da Santíssima Trindade. Nicolau era trineto do primeiro governante da província do Mato Grosso.
Ingressou no Exército Brasileiro em 31 de março de 1898, mas contou praça os anos 1896 e 1897, relativos ao período em que cursou o Colégio Militar do Rio de Janeiro, de acordo com art. 96 do regulamento de 1894 do Código Militar.
Em 24 de fevereiro de 1900 matriculou-se na Escola Militar do Brazil e passou a condição de alferes-aluno, onde realizou o curso geral para a carreira de oficiais do Exército Brasileiro. Em 1903, o então alferes-aluno serviu brevemente na Comissão de Linhas Telegráficas Estratégicas de Mato Grosso, também conhecida como Comissão Rondon, auxiliando os trabalhos. Diversos membros da família colaboraram com os trabalhos dessa Comissão, além do próprio Nicolau Bueno Horta Barbosa, o seu irmão Francisco Bueno Horta Barbosa, e seus primos Júlio Caetano Horta Barbosa e Renato Barbosa Rodrigues Pereira. Diplomou-se no início de 1906 e foi declarado aspirante a oficial, na arma da infantaria.
Em 24 de maio de 1906 foi promovido a 2º tenente.
Em 13 de agosto de 1908 pediu transferência da arma da infantaria para a arma da engenharia, de acordo com art. 9º parágrafo único do decreto nº 6971 de 4 de junho de 1908.
Em 8 de outubro de 1908 foi promovido a 1º tenente, por antiguidade.
Realizou na década de 1900 curso de Estado-Maior e de Engenharia, na Escola Militar de Artilharia e Engenharia, conforme regulamento 1898.
Em fevereiro de 1907 foi destacado para atuar na expedição organizada por Miguel Calmon, então Ministro da Viação do Governo do Presidente da República Afonso Pena, sob a chefia militar do então major e engenheiro militar Cândido Mariano Rondon, com o propósito de iniciar a construção das linhas telegráficas de Cuiabá até o território do Acre e ao Amazonas. Essa comissão viria a ser denominada mais tarde de “Comissão de Linhas Telegráficas Estratégicas de Mato Grosso ao Amazonas”, no contexto da “Comissão Rondon” que desde 1890 havia iniciado os trabalhos de exploração da região Amazônica. Faziam parte da referida comissão naquela ocasião: 1º ajudante, o major do corpo de engenharia Felix Fleury de Souza Amorim; 2º ajudante, o capitão do Estado-Maior Custódio Senna Braga; 3º ajudante o capitão do corpo de engenharia Mariano de Oliveira Avila; 4º ajudante, o segundo tenente de artilharia Renato Barbosa Rodrigues Ferreira; e como 5º ajudante, o então segundo tenente de infantaria, Nicolau Bueno Horta Barbosa. Essa Comissão de Linhas Telegráficas contou ainda com várias dezenas de auxiliares, entre outros oficiais e praças do Exército, técnicos, especialistas e demais colaboradores.
Em 1911 serviu no 5º Brigada Militar, na qualidade de ajudante na Comissão de Linhas Telegráficas Mato Grosso ao Território do Acre e do Amazonas.
Ao longo da década de 1910 e de 1920, junto a Comissão Rondon, foi ajudante direto do já tenente-coronel Cândido Mariano Rondon. Na qualidade de auxiliar técnico da Comissão, realizou exploração, levantamento e mapeamento de diversos rios da região Amazônica, como os rios Anary, Jaru e Machadinho. Também chefiou diversas obras de infraestrutura na região do Mato Grosso e Amazonas, como abertura de estradas de rodagem e construção de pontes.
Engajado nos trabalhos da Comissão Rondon, também atuou junto ao Serviço Nacional de Proteção aos Índios e Trabalhadores Nacionais (SPITN). Em 1917 criou o Posto Indígena “Francisco Horta Barbosa”, pelo Decreto nº 404 de 3 de setembro de 1917, em homenagem a seu irmão, criador e estimulador da entidade. Essa unidade do SPITN estava localizada entre o território de Dourados e Iporã, então cidades do Estado do Mato Grosso. Para o referido posto foram levados os povos Terena, Guarani e Kaiowá, em conformidade com as Instruções Internas do SPILTN/1910, que previa a reunião de distintas povoações indígenas. Desde 1907 colaborou com os trabalhos de pacificação indígena na parte central e norte de Mato Grosso, ocasião em que outra expedição objetivava a pacificação dos índios Nambiquara, habitantes das terras confinantes do Juruena e a Serra do Norte. Os principais expedicionários eram, além do coronel Candido Rondon e o tenente Nicolau Bueno Horta Barbosa, os tenentes Emanuel Silvestre Amarante, João Salustiano Lira e tenente médico Manoel de Andrade, tenentes Carlos Carmo de Oliveira Melo e Américo Vespúcio Pinto da Rocha, o farmacêutico Benedito Canavarros, o fotógrafo Luiz Leduc, um inspetor e dois guarda-fios, contando ainda com 30 tropeiros e 82 praças do exército que seriam homens comandados pelo segundo-tenente Joaquim Ferreira da Silva que tinham como missão, além do apoio que ofereciam aos demais expedicionários, pacificarem os ferozes Nhambiquaras para a facilitação dos trabalhos de implantação da linha telegráfica. Esses índios defendiam sua morada e não deram descanso aos expedicionários que se viam também com extravio dos animais, seja por adoecerem ou mesmo fugirem. Alguns “soldados de espírito fraco”, como se referiu o coronel Rondon, chegaram a desertar, apavorados com o desconhecido. Nessa empreitada, a expedição foi recebida com resistência, resultando na morte do tenente Marques de Souza e de vários integrantes. Em julho de 1910, enquanto o tenente Horta Barbosa realizava trabalhos de construção das linhas telegráficas na região de Juruena, foi atacado e ferido gravemente por índios Nahambiguaras, junto com o aspirante Tito Barros. Sobre essas experiências, Nicolau Bueno Horta Barbosa escreveu Exploração e levantamento dos rios Amarí e Machadinho (1945), contendo relatórios daquelas expedições e em colaboração junto à Comissão Rondon.
Em 18 de dezembro de 1914 foi promovido a capitão, por antiguidade. Na sequência foi classificado na 4ª Cia do 3º Batalhão de Engenharia.
Em 9 de setembro de 1922 foi promovido a major.
Em 6 de outubro de 1927 foi graduado no posto de tenente-coronel, por antiguidade, por meio de decreto do Presidente da República.
Em 29 de novembro de 1928 o tenente-coronel de engenharia passou para a reserva militar de primeira linha, por decreto do Ministério da Guerra.
Na reserva foi promovido a coronel. Fora do serviço ativo do Exército, continuou servindo no governo federal, junto à inspetoria do Serviço de Proteção aos Índios no Mato Grosso, na qualidade de auxiliar técnico de engenharia para o Ministério da Agricultura.
Aderiu à Revolução Constitucionalista de 1932 em Campo Grande, então cidade do Estado do Mato Grosso, lá deflagrada em 10 de julho daquele ano pelo coronel Oscar Saturnino de Paiva, comandante da Circunscrição Militar do Mato Grosso e dos destacamentos revolucionários daquela região. Com a não adesão os líderes políticos e militares de Cuiabá, na região mais ao norte do estado, os revolucionários então declararam a emancipação da região sul do Mato Grosso, denominando o novo estado autônomo de Maracaju. Ainda nas primeiras semanas do conflito as tropas revolucionárias agiram para garantir o controle da região, tomando posições nas fronteiras do novo estado, ocorrendo importantes combates em cidades estratégicas como Coxim, ao norte; Santana do Paranaíba, ao leste; Corumbá, Porto Esperança e Porto Murtinho, ao oeste; Ponta Porã e Bela Vista, a sudoeste; e Três Lagoas, a sudeste. Ainda no mês de julho o coronel Francisco Jaguaribe Gomes de Matos substituiu o coronel Paiva no comando. Nos primeiros dias do mês de setembro, o coronel Horta Barbosa substituiu interinamente o coronel Jaguaribe Gomes de Matos, mas foi efetivado no posto. No comando das tropas constitucionalistas do Mato Grosso, o coronel Horta Barbosa garantiu o controle da região sul daquele estado em favor de suas tropas, debelando em meados de setembro de 1932 os últimos redutos de resistência governista, em Corumbá, Porto Murtinho e Três Lagoas. Em 4 de outubro, após rendição dos paulistas em São Paulo, ocorrida em 2 de outubro, sofreu um motim contrarrevolucionário de suas próprias tropas, no Quartel General em Campo Grande, ocasião em que o comandante foi preso pelos amotinados que passaram a se submeter às ordens do coronel Manuel Rabelo, chefe das forças governistas na região. O coronel Horta Barbosa ficou preso em Campo Grande por cerca de um mês. O último reduto revolucionário em Maracaju foi debelado somente em 25 de outubro, em Bela Vista, quando as tropas do coronel Jaguaribe Gomes de Matos se rendeu às tropas federais comandadas pelo tenente-coronel Francisco Gil Castelo Branco. Em 14 de novembro foi enviado para o Rio de Janeiro, e detido em prisão militar, junto a outros lideres revolucionários da frente sul-mato-grossense, como o coronel Francisco Jaguaribe de Matos, Luís Silvestre Gomes Coelho, Alberto Mariz, o major Ramiro Noronha, Jayme de Vasconcelos, e seu primo o tenente-coronel Luiz Soares de Gouveia Horta. Na viagem, por via férrea, foram escoltados pelo coronel Antaro Villanova, então comandante do 16º Batalhão de Caçadores de Cuiabá. Em 15 de dezembro do mesmo ano foi enviado para o exílio político em Portugal, em viagem pelo vapor “Cuiabá” do Lloyd Brasileiro, junto a um grupo composto pelo tenente-coronel Mário da Veiga Abreu, tenente-coronel Romão Gomes, Paulo de Morais Barros, entre outros ilustres.
Em uma carta dirigida ao general Bertoldo Klinger após o conflito, o coronel Nicolau Horta Barbosa rememorou orgulhoso as conquistas de sua tropa em Maracaju:
Por toda parte faziamos pressão, e também a guerra pelo radio; assim, reinstallamos-nos em Porto Esperança; isolado Coimbra de Corumbá e da flotilha, fomos buscar esta no seu pretendido repouso e a inquietamos tanto que fizemos o panico e preparavamos a nossa entrada naquella cidade; ao mesmo tempo que Porto Murtinho, também isolado e sabedor do desamparo em que se achava, ia novamente ser hostilizado e occupado finalmente. Feito isso, Coimbra teria que se resignar a entregar-se sem hostilidades inúteis. Emfim, estavamos com a iniciativa e a preponderância moral; 'expremiamos' o adversário no Paraguay, emquanto Coxim repousava tranquilo e em Três Lagôas o major Noronha apenas aguardava uns dias mais para dar o bote seguro e fechar a bocca do sacco em que, entre o Sucuriú e o Paraná, se haviam intromettido os imprudentes adversários...
Em 23 de setembro de 1939 o então coronel da reserva foi convocado para o serviço ativo, designado para a função de inspetor no Serviço de Proteção ao Índio em São Paulo e no Sul de Mato Groso.
Faleceu na cidade do Rio de Janeiro, em 2 de abril de 1961. Era casado com Berenice da Silva Horta Barbosa, falecida em 1956, com quem teve duas filhas. Era membro da Igreja Positivista do Brasil.
Era primo do marechal Júlio Caetano Horta Barbosa, que foi seu colega na Comissão Rondon e adversário na Revolução de 1932.
No Estado do Mato Grosso do Sul foi fundada em sua homenagem a Escola Municipal Indígena Pólo “coronel Nicolau Horta Barbosa”, no município de Miranda.

## Publicações
- Horta Barbosa, Nicolau Bueno (1945). Exploração e levantamento dos rios Anarí e Machadinho: relatório apresentado ao Exmo. snr Coronel Cândido Mariano da Silva Rondon, Chefe da Commissão, pelo Capitão de Engenharia Nicolau Bueno Horta Barbosa, Adjudante da Commissão. Rio de Janeiro: Ministério da Agricultura. 92 páginas